# Отпуск (фильм)
«Отпуск» (англ. Recreation, альтернативное название — Spring Fever) — короткометражный немой фильм Чарльза Чаплина. Премьера состоялась 13 августа 1914 года.

## Сюжет
Бродяга Чарли прогуливается по парку и решает приударить за приглянувшейся ему женщиной. Вскоре появляется её прежний ухажер-моряк. Начинается потасовка с участием полицейских, все участники которой, в конце концов, оказываются в реке.

## В ролях
- Чарли Чаплин — бродяга
- Чарльз Беннетт — моряк